# Balinesische Musik

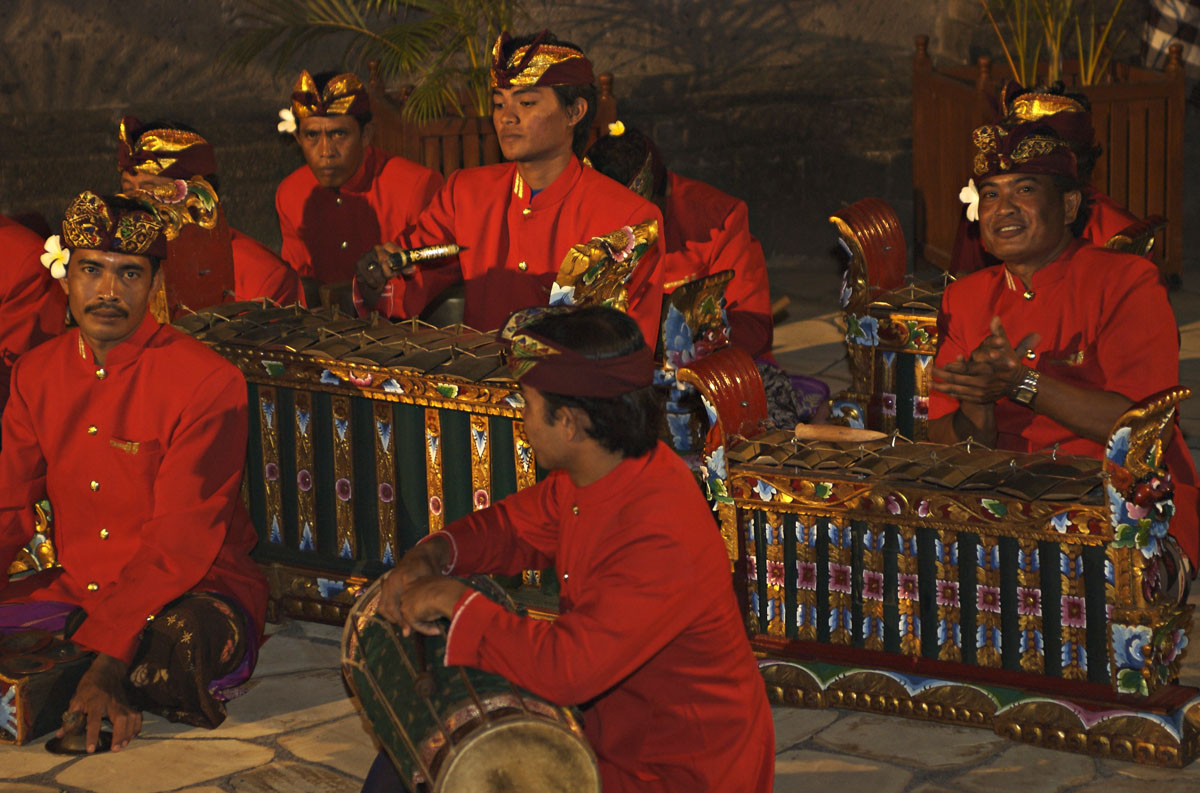
Balinesische Musikanten

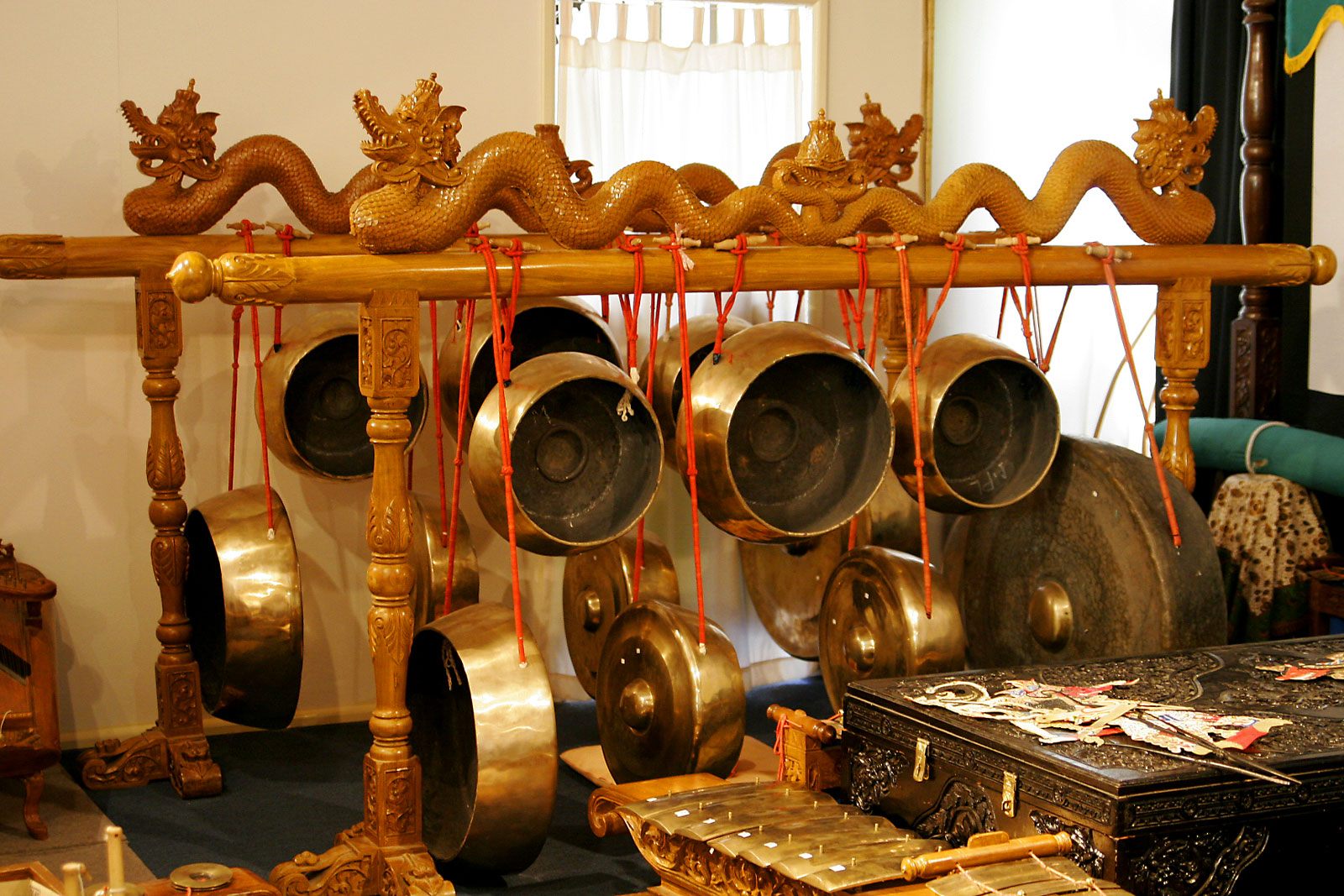
Kempul-Gongs in Java

Balinesische Musik ist die Musik der zu Indonesien gehörenden Insel Bali.  Der größte Teil der balinesischen Musik ist instrumental und wird mit einem Gamelan genannten Ensemble aufgeführt, wie es vergleichbar auch auf der größeren Nachbarinsel Java vorkommt. In der vom Buddhismus und Hinduismus geprägten vorislamischen Zeit wurden einige musikalische Formen von Ostjava nach Bali eingeführt. Ab dem 17. Jahrhundert entwickelte sich die balinesischen Musik weitgehend eigenständig.
Ein Vokalstil ist der Affen nachahmende Chorgesang beim Kecak-Tanz. Frösche werden musikalisch mit der Maultrommel genggong nachgeahmt.
Balinesische Instrumente sind Metallophone mit Bronzeplatten gangsa, Bambus-Xylophone, Gongs, der Gongkreis trompong sowie eine Vielzahl von Trommeln und Rasseln wie das angklung. Es gibt verschiedene Größen von Bambusflöten (suling), die zweisaitige Stachelfiedel rebab und die Bambusröhrenzither guntang.
Als traditionellster Stil gilt Gambuh. Eine im 20. Jahrhundert entwickelte Form des Gamelan ist das Gamelan Gong Kebyar, ein energiegeladener Stil, dessen jüngste Variante kreasi baru („neue Kreation“) genannt wird. Einige balinesische Musikstile werden auch in der Musik von Lombok gepflegt.